# Andrena chrysopus
Andrena chrysopus  (лат.) — редкий вид пчёл из рода Andrena (семейство Andrenidae), занесённый в Красную книгу Украины. 

## Распространение
Австрия, Венгрия, Германия, Италия, Македония, Румыния, Словакия, Чехия, Швейцария и Украина (только в Донецкой, Тернопольской, Херсонской, Черкасской областях и в Крыму).

## Описание
Длина 7—9 мм. Имеет одну генерацию в год. Летает с конца апреля до июля. Роет одиночные ветвистые гнезда в почве, не создавая агрегаций. Ячейки эллипсоидной формы с запасом пыльцы и яйцом располагаются на глубине 6,5–14,5 см от поверхности почвы. Голова и грудь черные, крылья желтоватые. Жгутики усиков снизу красноватые или коричневатые. В окраске брюшка часто преобладает красный цвет. Обычно 1-3 тергиты красные с желтыми узкими вершинными краями, 4-5 тергиты всегда черные. Лапки всех ног и голени задних, иногда и средних, красно-желтые. 
Взрослые особи являются узкими олиголектами спаржи (Asparagus), в том числе Asparagus pallasii Miscz., который занесён в Красную книгу Украины. Андрена этого вида (укр. Андрена золотонога) — главный опылитель этих растений в природных условиях, поэтому имеет исключительное значение и нуждается в их сохранении.